# Metzgeriales
Metzgeriales Chalaud é uma ordem de plantas não vasculares pertencente à classe Jungermanniopsida, divisão Marchantiophyta.

## Famílias
- Allisoniaceae
- Aneuraceae
- Fossombroniaceae
- Hymenophytaceae
- Makinoaceae
- Metzgeriaceae (sin. tax. Vandiemeniaceae)
- Mizutaniaceae
- Pallaviciniaceae
- Pelliaceae
- Phyllothalliaceae
- Sandeothallaceae